# جرج یکم، پادشاه یونان
جرج یکم (به یونانی:Γεώργιος Α؛ به دانمارکی Prinz Christian Vilhelm Ferdinand Adolf Georg von Schleswig-Holstein-Sonderburg-Glücksburg)، (۲۴ دسامبر ۱۸۴۵ – ۱۸ مارس ۱۹۱۳) از ۱۸۶۳ تا زمان مرگ در ۱۹۱۳ میلادی پادشاه یونان بود.

## زندگینامه
او که در اصل شاهزاده‌ای دانمارکی بود، در کپنهاگ زاده شد. در اوان جوانی به خدمت نیروی دریایی سلطنتی دانمارک درآمد و زمانی که از سوی پارلمان یونان به عنوان شاه انتخاب شد تنها هفده سال داشت. پیش از او شاه اوتو بر یونان فرمان می‌راند که به دلیل عدم محبوبیت از کار برکنار شده بود. کاندیداتوری او توسط قدرت‌های بزرگ اروپایی یعنی بریتانیا ، فرانسه و روسیه مورد حمایت قرار گرفته بود. او با گراند دوشس روس، اولگا کنستانتینوا ازدواج کرد و تبدیل به نخستین شاه یونان از دودمانی جدید شد. دو تن از خواهران او (الکساندرا و داگمار) با خاندان‌های سلطنتی روسیه و بریتانیا وصلت کردند؛ بدین معنی که، تزار الکساندر سوم و ادوارد هفتم شوهرخواهران وی محسوب می شدند.
دوره فرمانروایی گئورگُس یکم که ۵۰ سال طول کشید، طولانی‌ترین دوره حکومت در تاریخ یونان معاصر به حساب می‌آید. در زمان حکمرانی گئورگُس، سرزمین‌های متعددی به قلمرو یونان اضافه شد و باعث تثبیت جایگاه و نقش مهم این کشور در بالکان و بعدها در جنگ جهانی اول گردید. جزایر ایونی به نشانه حسن‌نیت انگلستان، از سوی این کشور به یونان داده شد و تسالی در جنگ روسیه و عثمانی (۱۸۷۷-۱۸۷۸) توسط لشکریان یونانی از امپراتوری عثمانی پس گرفته شد. البته یونان طی این سالها همواره در توسعه قلمرو کاملاً موفق نبود. در جنگ یونان و ترکیه (۱۸۹۷)؛ یونان مغلوب شده، تسالی شمالی را به امپراتوری عثمانی واگذار نمود. در جنگ اول بالکان، نیروهای یونانی بیش‌تر ناحیه مقدونیه را از آن خود کردند. همزمان با پیروزی مذکور، گئورگُس یکم در سالونیک ترور شد. دوره حکمرانی وی، دوره باشکوه و طولانی برای یونان بود.

## پیشرفت ملی
طی دوره حکومت گئورگُس، وضعیت یونان و جایگاه این کشور در اروپا بهبود یافت. خصوصاً این پیشرفت در دهه‌های پایانی قرن ۱۹ کاملاً مشهود بود. در ۱۸۹۳ میلادی ، کانال کورنت که دریای آدریاتیک و پیره را با فاصله ۱۵۰ مایل (۲۴۱ کیلومتر) از یکدیگر به هم متصل می ساخت، توسط یک شرکت فرانسوی احداث شد. در ۱۸۹۶، نخستین دوره بازی‌های المپیک در آتن برگزار گردید که مراسم افتتاحیه مسابقات تابستانی را نیز شاه گئورگُس یکم شخصاً بازگشایی نمود.